# Houston Comets
De Houston Comets was een Amerikaanse basketbal-vrouwenploeg uit Houston, Texas die meedraaide in de WNBA (Women's National Basketball Association). Het team werd opgericht in 1997 door eigenaar Leslie Alexander. In 1997 kwam de club uit in de Eastern Conference. In 1998 verhuisde de club naar de Western Conference. De ploeg is 4 keer kampioen van WNBA geworden. In 2008 werd de club opgeheven.
De mannelijke tegenhanger van de ploeg is de Houston Rockets.

## Erelijst
Conference Championships:
- 1997 Eastern Conference Champions
- 1998 Western Conference Champions
- 1999 Western Conference Champions
- 2000 Western Conference Champions

WNBA Championships:
- 1997 WNBA Champions
- 1998 WNBA Champions
- 1999 WNBA Champions
- 2000 WNBA Champions

## Bekende (oud)-spelers
- Cynthia Cooper (1997-2000, 2003)
- Kim Perrot (1997-1998)
- Michelle Snow (2002-2008)
- Dawn Staley (2005-2006)
- Sheryl Swoopes (1997-2007)
- Tina Thompson (1997-2008)
- Janeth Arcain (1997-2003, 2005)
- Edwige Lawson (2005)
- Oksana Rachmatoelina (2003)
- Elen Sjakirova (2000-2001)
- Sancho Lyttle (2005-2008)
- Amaya Valdemoro (2006-2008)

4 Janeth Arcain · 
5 Tiffany Woosley · 
7 Tina Thompson · 
9 Wanda Guyton · 
10 Kim Perrot · 
14 Cynthia Cooper · 
20 Fran Harris · 
22 Sheryl Swoopes · 
23 Tammy Jackson · 
33 Yolanda Moore · 
Coach Van Chancellor
00 Nyree Roberts · 
5 Tiffany Woosley · 
7 Tina Thompson · 
9 Janeth Arcain · 
10 Kim Perrot · 
13 Amaya Valdemoro · 
14 Cynthia Cooper · 
22 Sheryl Swoopes · 
23 Tammy Jackson · 
33 Yolanda Moore · 
40 Monica Lamb · 
Coach Van Chancellor
7 Tina Thompson · 
9 Janeth Arcain · 
13 Amaya Valdemoro · 
14 Cynthia Cooper · 
15 Polina Tzekova · 
21 Jennifer Rizzotti · 
22 Sheryl Swoopes · 
23 Tammy Jackson · 
24 Mila Nikolić · 
34 Sonja Henning · 
52 Kara Wolters · 
Coach Van Chancellor
00 Tiffani Johnson · 
3 Jawann Kelley · 
4 Coquese Washington · 
7 Tina Thompson · 
9 Janeth Arcain · 
13 Amaya Valdemoro · 
14 Cynthia Cooper · 
21 Jennifer Rizzotti · 
22 Sheryl Swoopes · 
23 Tammy Jackson · 
40 Monica Lamb · 
Coach Van Chancellor